# والتر فولفغانغ
والتر جاكوب فولفغانغ (بالإنجليزية: Walter Wolfgang)‏ (23 يونيو 1923-28 مايو 2019) ناشط بريطاني وناشط للسلام مولود في ألمانيا. كان نائبًا للرئيس ونائب رئيس حملة نزع السلاح النووي حتى وقت وفاته، ومؤيدًا لائتلاف أوقفوا الحرب. بات معروفًا لدى عامة الشعب بعد أن سجلت الكاميرات طرده قسرًا من مؤتمر حزب العمال السنوي في برايتون يوم 28 سبتمبر 2005 بسبب صراخه «هراء» أثناء خطاب جاك سترو حول حرب العراق، في حادثة أثارت الكثير من تعليقات وسائل الإعلام وأحرجت قيادة حزب العمال.
في أغسطس 2006، نجح فولفغانغ في محاولته ليصبح عضوًا في اللجنة التنفيذية الوطنية لحزب العمال. توفي في مايو 2019 عن عمر ناهز 95 عامًا.

## لمحة عامة
ولد فولفغانغ في ألمانيا. وبصفتهم يهودًا، عانت عائلته من الاضطهاد تحت حكم النازيين، وفي عام 1937 رتب والدا والتر المراهق لنقله من فرانكفورت إلى بريطانيا (وذلك قبل بدء مخطط كيندرترانسبورت). التحق فولفغانغ بكلية أوترشو في تشيرتسي، في حين تبعه والداه إلى بريطانيا بعد عامين واستقرا في ريتشموند. أثناء الحرب العالمية الثانية، تطوع فولفغانغ للخدمة في سلاح الجو الملكي، لكنه رُفِض بسبب حالته البدنية. بعد الحرب، تأهل فولفغانغ كمحاسب، وانضم إلى حزب العمال في عام 1948. تحالف مع اليسار وعمل أمينًا للسر لمجموعة بيفان الضاغطة باسم «النصر للاشتراكية» بدءًا من عام 1955 حتى عام 1958. شارك في تأليف العديد من المناشير الخاصة بمجموعة النصر للاشتراكية، ومنها السعي لإحلال السلام (1954)، والستينيات الحمراء (1959)، ساعد فولفغانغ هيو جنكينز أيضًا في كتابة محادثات القمة، وفي عمل غير منشور حول الاشتراكية عمومًا في أواخر خمسينيات القرن العشرين.
في عام 1956، شارك فولفغانغ في كتابة منشور بعنوان «كذلك يتراجع الجبناء» طالب فيه بجعل كل اجتماعات حزب العمل البرلماني مفتوحة لتنقلها الصحافة، ولإلغاء أوامر حزب العمال البرلماني الدائمة التي تمنح أعضاء برلمانه حرية عدم الامتثال لمنسق مواقف الحزب. في الانتخابات العامة لعام 1959، ترشح فولفغانغ عن حزب العمال في كرويدون نورث إيست، وحصل على 15,440 صوتًا. خسر أمام عضو البرلمان المحافظ جون هيوز هاليت بأغلبية 8,905 صوتًا.

## نزع السلاح النووي
كان فولفغانغ عضوًا مؤسسًا لحملة نزع السلاح النووي (سي إن دي) في عام 1958، إذ شارك في أول مسيرة للمجموعة إلى ألدرمستون. بعد أن تعهد هيو غيتسكيل بإبطال قرار مؤتمر 1960 لدعم نزع السلاح النووي من جانب واحد، وكسبَ التأييد الكافي ليلغي القرار على الأرجح في عام 1961، كتب فولفغانغ منشورًا بعنوان دعوا حزب العمال يحكم أكد أن أولئك الذين أيدوا الأحادية سيتبنون شعار غيتسكيل و«سيقاتلون ويقاتلون ويقاتلون مجددًا» لإنقاذ حزب العمال. أثناء قيادته لإحياء مسيرة ألدرمستون في عام 1972، أكد فولفغانغ وجود فرصة بنسبة خمسين في المئة للتخلص من الأسلحة النووية قبل أن تدمر العالم.
قبل تأسيسه لحملة نزع السلاح النووي، عمل فولفغانغ عضوًا في لجنة العمل المباشر، وفي عام 1961 انضم إلى القسم الأكثر تطرفًا في حملة نزع السلاح النووي في انفصال إلى لجنة المئة، حيث أصبح رئيسًا للجنة التنفيذية في لندن. نظّم احتجاجًا في 1 نوفمبر 1961 سلم فيه زجاجة حليب تحمل كتابة «خطر-مادة مشعة» إلى سفارة الاتحاد السوفيتي في لندن احتجاجًا على تفجير قنبلة القيصر، ذات قوة التفجير المقدرة بخمسين ميغا طن، وهو أكبر تفجير نووي يمكن اختباره على الإطلاق.
بصفته ممثلًا لدائرة حزب العمال الانتخابية في ريتشموند على نهر التايمز ضمن مؤتمر حزب العمال عام 1972، ألقى فولفغانغ خطابين، يدعو أحدهما إلى تأميم الأرض، ويقترح الآخر تعديلًا لسحب بريطانيا من حلف شمال الأطلسي والتنازل عن الأسلحة النووية. في أواخر سبعينيات القرن العشرين، عمل فولفغانغ عضوًا قياديًا في حملة ديمقراطية حزب العمال، التي نظمت حملات لإصلاح هيكل الحزب ما يمنح الأحزاب الانتخابية المزيد من السلطة.

## الترشح للجنة التنفيذية الوطنية
كان فولفغانغ عضوًا قديمًا في حملة ديمقراطية حزب العمال، وهي مجموعة تنظم حملات لزيادة مستوى الديمقراطية داخل الحزب. في عام 2006، اختُير وانتُخِب كواحد من القائمة المؤقتة للمرشحين عن اتحاد القاعدة الشعبية لخوض انتخابات اللجنة التنفيذية الوطنية لحزب العمال، مصرحًا أنه سيوجه حملته الانتخابية على أساس برنامج معارض للحرب على العراق، وسيرفض برنامج صاروخ ترايدنت الخاص بالبحرية الملكية، وسيجعل الحزب أكثر ديمقراطية.
في 3 أغسطس 2006، أُعلِن عن انتخابه لعضوية اللجنة التنفيذية الوطنية، إذ حل في المركز الرابع في الانتخابات (فاز المرشحون الستة الأوائل بمقاعد).

## وصلات خارجية
- BBC News article